# Drage (Rakovica)
Drage falu Horvátországban, Károlyváros megyében. Közigazgatásilag Rakovicához tartozik.

## Fekvése
Károlyvárostól 55 km-re délre, községközpontjától 2 km-re északnyugatra, a Kordun területén fekszik.

## Története
1890-ben 311, 1910-ben 222 lakosa volt. Trianonig Modrus-Fiume vármegye Ogulini járásához tartozott. A horvát közigazgatási reform előtt Szluin község része volt. 2011-ben a falunak 26 lakosa volt.

## Lakosság
| Lakosság változása | Lakosság változása | Lakosság változása | Lakosság változása | Lakosság változása | Lakosság változása | Lakosság változása | Lakosság változása | Lakosság változása | Lakosság változása | Lakosság változása | Lakosság változása | Lakosság változása | Lakosság változása | Lakosság változása | Lakosság változása |
| ------------------ | ------------------ | ------------------ | ------------------ | ------------------ | ------------------ | ------------------ | ------------------ | ------------------ | ------------------ | ------------------ | ------------------ | ------------------ | ------------------ | ------------------ | ------------------ |
| 1857               | 1869               | 1880               | 1890               | 1900               | 1910               | 1921               | 1931               | 1948               | 1953               | 1961               | 1971               | 1981               | 1991               | 2001               | 2011               |
| 0                  | 0                  | 0                  | 311                | 275                | 222                | 191                | 294                | 166                | 163                | 137                | 128                | 0                  | 0                  | 30                 | 26                 |